# Changtse
Changtse (Tibetano: "pico del norte") es una montaña situada entre el glaciar principal del Rongbuk en el brazo oriental en la provincia china del Tíbet justo al norte del Monte Everest. Está conectado directamente con el Monte Everest a través del collado Norte. 
La altitud de 7.543 metros es la proporcionada por la cartografía moderna china. Otros mapas muestran una altura de 7.583 metros.
En su base se forma el glaciar del Changtse que fluye del Glaciar Oriental de Rongbuk. Se considera que es el segundo lago glacial más alto del mundo  Archivado el 18 de agosto de 2012 en Wayback Machine. y se encuentra en el glaciar del Changtse a 6.216 metros de altura.

## Ascensiones
1924 - George Mallory y Andrew Irvine fueron los primeros en acercarse al Changtse. Escalaron la cordillera este del Changtse para hacer un reconocimiento de posibles ubicaciones del campo base en el Glaciar Rongbuk Oriental para su expedición al Everest.
1952 - Reconocimiento del Changtse por el glaciar del Changtse por Edmund Hillary y George Lowe y un grupo de sherpas. Lograron una altitud estimada de 21,500 pies antes de verse obligados a volver por falta de suministros.
1982 - Primera ascensión extraoficial realizada el 3 de octubre de 1982 por Johan Taks de la Expedición Holandesa al Everest que oficialmente escalaba Everest por el lado. Sin embargo, Taks escaló a Changste sin un permiso del gobierno chino.
1982 - El primer ascenso oficial de Changste con un permiso fue completado 11 días más tarde el 14 de octubre por cinco miembros de una expedición alemana: Udo Zehetleitner, Paul Braun, Rudolf Frick, Ludwig Hösle y Martin Engler. El ascenso se realizó por la arista noreste, de cuatro kilómetros de largo que parte del punto de encuentro entre el glaciar Rongbuk Oriental y el glaciar del Changtse.
1983 - El siguiente ascenso y también el primer realizado en solitario del escalador chileno Gino Casassa. 14 de mayo por la misma ruta usada por los alemanes.
1986 - Changtse fue escalado de nuevo por una expedición chino-japonesa en 1986. Esta expedición llevó 8 japoneses y 16 chinos a la cima el 10 y 11 de mayo también por la Arista noreste. Incluye la ascensión de la primera mujer.
1986 - El escalador Ed Webster realiza el primer ascenso en solitario por la cara sureste desde el Collado Norte el 28 de agosto. La mayor parte de la escalada se realizó de noche aprovechando condiciones más estables de nieve y hielo.
- Datos: Q595929
- Multimedia: Changtse / Q595929